# Álvaro Carlos Machado
Álvaro Carlos Machado (Sapucaia, 10 de Dezembro de 1876 – Petrópolis, 2 de Fevereiro de 1938) foi um jornalista, politico, poeta, dramaturgo e membro fundador da Academia de Letras de Petrópolis.

## Biografia dele:
Álvaro Machado, filho de Casimiro Carlos Machado e de Ângela Goulart Pinheiro Machado, nasceu na Fazenda de São João da Pedra Negra, em Sapucaia, Rio de Janeiro. 
Casou em primeiras núpcias com Arminda Guimarães Machado, com quem teve quatro filhos, Carmélia Ramos, Arminda Müller, Maria da Gloria, João Machado e Nilo Hermes Machado. E em segundas núpcias com Mariana de Almeida Machado, com quem teve duas filhas, Acirema e Terezinha de Jesus. 
Começou no jornalismo em 1911, com a Tribuna de Petrópolis, depois foi redator n’O Cruzeiro, publicou na Folha Comercial, e retornou ao Tribuna de Petrópolis. Fundou os jornais O Ferrolho e O Arealense. 
Em 1916, ingressou no funcionalismo público, onde foi Escrivão de Paz do distrito de Areal e diretor de Expediente e Arquivo da prefeitura de Petrópolis. 
Com a iniciativa dos ilustres acadêmicos petropolitanos Joaquim Heleodoro Gomes dos Santos, João Roberto d' Escragnolle e Reinaldo Chaves, em 23 de Agosto de 1922 é fundada a Academia de Letras de Petrópolis. Álvaro Machado assumiu a cadeira n.º 38, na qual o poeta baiano Castro Alves é patrono. 

## Homenagens
É homenageado dando seu nome à rua Álvaro Machado, São Sebastião, Petrópolis, RJ, Brasil. 